# Coccoloba goldmanii
Coccoloba goldmanii är en slideväxtart som beskrevs av Paul Carpenter Standley. Coccoloba goldmanii ingår i släktet Coccoloba och familjen slideväxter. Inga underarter finns listade i Catalogue of Life.